# Rochefourchat
Rochefourchat là một xã thuộc tỉnh Drôme trong vùng Auvergne-Rhône-Alpes in the Auvergne-Rhône-Alpes region ở đông nam nước Pháp. Xã Rochefourchat nằm ở khu vực có độ cao trung bình 963 mét trên mực nước biển. Xã có phế tích toà lâu đài cổ. Các xã gần nhất có Saint-Nazaire-le-Désert, Les Tonils, Pradelle và Brette.
Nơi này nằm trong một khu vực dân cư rất thưa thớt. Thành phố Die cách đó 20 km, Montélimar cách 40 km (theo đường chim bay). Đô thị này nằm ở độ cao từ 600 đến 1513 mét và trải rộng trên diện tích 12,74 km².
Mặc dù cộng đồng dân cư chỉ còn một thường trú nhân, nhưng xã có một hội đồng gồm 9 người. Không có người trong hội đồng sống trong xã. Trong năm 2010, ngân sách xã là € 18.704.

## Biến động dân số
| Năm | 1806 | 1911 | 1950 | 1962 | 1968 | 1975 | 1982 | 1990 | 1999 | 2006 |
| --- | ---- | ---- | ---- | ---- | ---- | ---- | ---- | ---- | ---- | ---- |
| Dân số | 221  | 64   | 31   | 14   | 6    | 2    | 3    | 2    | 1    | 1    |
| From the year 1962 on: No double counting—residents of multiple communes (e.g. students and military personnel) are counted only once. |      |      |      |      |      |      |      |      |      |      |